# Пазини, Роберто
Робе́рто Пази́ни (итал. Roberto Pasini, род. 18 февраля 1958, Болонья) — итальянский писатель, публицист, искусствовед, историк искусства, арт-критик, куратор выставок и арт-проектов. Профессор Веронского государственного университета (L’Università degli Studi di Verona) и художественный руководитель международной премии U.V.A. (Università di Verona per l’Arte) посвященной фотографии. Ученик и последователь известного итальянского культуролога и арт-критика Ренато Барилли. Пазини внес существенный вклад в сферу искусствознания своими многочисленными трудами посвященными творчеству Джорджо Моранди, Васко Бендини, Андреа Рачаньи, Джексонa Поллокa, Жана Фотрие и других, значимых в мире искусства, персоналий. В своей литературной деятельности автор сосредотачивает внимание на многих наиболее значимых аспектах культуры постмодерна в смелой, а порой и скандальной манере.

## Биография
Роберто Пазини родился в семье итальянского писателя, поэта и коллекционера Джакомо Пазини и писательницы Франки. Детство и юность Роберто, прошедшие в творческой среде болонской интеллигенции, сформировали его пристрастия к научному анализу произведений искусства и литературной деятельности. В 1977 году Пазини поступает в Болонский университет на факультет филологии и философии, где осваивает специальность искусствоведа. Во время учебы Роберто посещает лекции известного философа Лучано Анчески и культуролога Ренато Барилли, а после окончания университета в 1982 году становится ассистентом Ренато Барилли. Уже в 1986 году Пазини получает докторскую степень (итальянский аналог степени кандидата наук или PhD). В двадцать один год Пазини публикует свою первую книгу Спермалинкония (итал. Spermalinconia), получившую позитивную оценку известного итальянского писателя Луки Гольдони (итал. Luca Goldoni), опубликованную в ведущей итальянской газете Коррьере делла сера (итал. Corriere della Sera — «Вечерний вестник»). Это событие стало определенным толчком и мотивацией для продолжения литературной деятельности молодого автора, который в последующие годы опубликует множество произведений, среди которых монографии и научные труды посвященные истории искусства и арт-критике, а также произведения выполненные в научно-популярном жанре.

## Научная деятельность
Ключевой характеристикой автора Роберто Пазини является параллельная работа в различных направлениях и жанрах. Стоит отметить, что в своих произведениях, Пазини не ограничивается исключительно живописью, в частности информализмом, автор также исследует различные виды изобразительного искусства, включая фотографию и видео. К самым значимым научным трудам автора можно отнести:
Моранди, Болонья, 1989 (итал. Morandi, Bologna, CLUEB 1989)
Информализм в современном искусстве, Милан, 1999 (итал. L’informe nell’arte contemporanea, Milano, Mursia 1999)
Сто штрихов одиночества: от романтизма до постмодерна, Болонья, 1999 (итал. Cento segni di solitudine : dal Romanticismo al Postmoderno, Bologna, CLUEB 1999)
Информализм: США, Европа, Италия, Болонья, 1995 (итал. L’informale : Stati Uniti, Europa, Italia, Bologna, CLUEB 1995)
Адриано Питчен. Форма, пролиферация, пустота, Болонья, 2003 (итал. Adriano Pitschen. La forma, la proliferazione, il vuoto, Bologna, Pendragon, 2003)
Формы XX века: глаз, тело, свобода, Болонья, 2005 (итал. Forme del Novecento : occhio, corpo, libertà, Bologna, Pendragon 2005)
Что такое искусство? Верона, 2007 (итал. Che cos'è l’arte?, Verona, Libreria editrice universitaria, 2007)
Пустота в современном искусстве, Верона, 2010 (итал. Il vuoto nell’arte contemporanea, Verona, QuiEdit 2010)
Сакральное в современном искусстве, Верона, 2011 (итал. Il sacro nell’arte contemporanea, Verona, QuiEdit 2011)
Общая теория изображения, Милан, 2012 (итал. Teoria generale dell’immagine, Milano, Mursia 2012)
Кладовая Сюзанны: мифы, ошибки и ложные убеждения в современном искусстве, Милан, 2013 (итал. La dispensa di Suzanne : miti, errori e false credenze nell’arte contemporanea, Milano, Mursia 2013)
Можно и нельзя: искусство, культура, общество, Милан, 2014 (итал. Fare e non fare: arte, cultura, società, Milano, Mursia 2014)
Смотреть и видеть. Приключения глаза в современном искусстве, Верона, 2015(итал. Vedere e guardare. Le avventure dell’occhio nell’arte contemporanea, QuiEdit, Verona, 2015)

## Сочинения и романы
Центральной фигурой повествований Пазини является персонаж Отребор (итал. Otrebor) — альтер эго автора, которое находит свое отражение в большинстве его сочинений.
Спермалинкония, Брешиа, 1979 (итал. Spermalinconia, Bonometti, Brescia 1979))
Отребор и лунулы. Жизнь, обсессии и отчаянные выходки фут-фетишиста вуайер, 2003 (итал. Otrebor e le lunule. Vita, ossessioni e audaci imprese di un piedofilo vuaier, Campanotto 2003)
Отребор и бензоловая война: жизнь, навязчивые идеи и отчаянные выходки жителя исторического центра Мотоньи, Болонья, 2005 (итал. Otrebor e la guerra del benzene : vita, ossessioni e audaci imprese di un residente nel centro storico di Motogna, Bologna, Pendragon 2005)
Что говорить, когда нечего сказать. Парадоксы сепии, Болонья, 2009 (итал. Che cosa dire quando non hai niente da dire. Paradossi di seppia, Bologna, Pendragon 2009)

## Кураторская деятельность
Среди обширной деятельности арт — куратора, стоит упомянуть о работе над известной художественной выставкой Anniottanta, прославившей Пазини в качестве куратора в 1985 году.